# Macropiper vitiense
Macropiper vitiense är en pepparväxtart som först beskrevs av A.C. Smith, och fick sitt nu gällande namn av A.C. Smith. Macropiper vitiense ingår i släktet Macropiper och familjen pepparväxter. Inga underarter finns listade i Catalogue of Life.